# تاچییاما مینیمون
تاچییاما مینیمون (به ژاپنی: 太刀山 峰右衛門) کُشتی‌گیر سوموی اهل استان تویاما در کشور ژاپن است که بیست‌ودومین کشتی‌گیر دارای رتبهٔ یوکوزونا محسوب می‌شود. وی در سال ۱۹۱۱ میلادی به این مرتبه ارتقا یافت و در سال ۱۹۱۸ میلادی بازنشست شد. تاچییاما مینیمون توانست ۱۱ بار قهرمان (یوشو) مسابقات سومو شود.